# 陆璐
陆璐（Lu Lu，1990年9月29日—），广西南宁人，中国女子羽毛球运动员。

## 簡歷
2007年，陆璐開始隨中國國家羽毛球隊二队到秦皇岛集训。
至2008年7月，陆璐獲派參加在吉隆坡舉行的亚洲青年羽毛球锦标赛，先在混双决赛中，夥拍张楠擊敗韓國组合金基正/嚴惠媛，奪得冠軍；又在女双項目与夏欢搭档杀入决赛，最终获得银牌。此外，她也代表中青队夺得混合团体賽冠军。同年10月，陆璐又獲派參加浦那舉行的世界青年羽毛球錦標賽，並在混合团体赛中，作为主力助中國隊贏得冠軍；之後，她又分別与夏欢和张楠合作，夺得女双铜牌和混双银牌。
2009年，陆璐與搭档张楠出戰菲律宾羽毛球黄金大奖赛混雙比賽，奪得個人首個公開賽冠軍。一年後，在常州舉行的中國羽毛球大師賽上，她又與包宜鑫搭档，爆冷擊敗頭号种子程文欣/簡毓瑾，最後奪得亞軍。

## 主要比賽成績
只列出曾進入準決賽的國際賽事成績：
| 年份   | 賽事                   | 公開賽級別 | 項目     | 拍檔   | 成績   |
| ------ | ---------------------- | ---------- | -------- | ------ | ------ |
| 2008年 | 亞洲青年羽毛球錦標賽   | 其他       | 混合團體 | －     | 金牌   |
| 2008年 | 亞洲青年羽毛球錦標賽   | 其他       | 混合雙打 | 张楠   | 金牌   |
| 2008年 | 亞洲青年羽毛球錦標賽   | 其他       | 女子雙打 | 夏欢   | 銀牌   |
| 2008年 | 世界青年羽毛球錦標賽   | 其他       | 混合團體 | －     | 金牌   |
| 2008年 | 世界青年羽毛球錦標賽   | 其他       | 混合雙打 | 张楠   | 銀牌   |
| 2008年 | 世界青年羽毛球錦標賽   | 其他       | 女子雙打 | 夏欢   | 銅牌   |
| 2009年 | 菲律賓羽毛球黃金大獎賽 | 黃金大獎賽 | 混合雙打 | 张楠   | 冠軍   |
| 2010年 | 中國羽毛球大師賽       | 超級賽     | 女子雙打 | 包宜鑫 | 亞軍   |
| 2010年 | 韓國羽毛球大獎賽       | 大獎賽     | 女子雙打 | 包宜鑫 | 準決賽 |

| 2007-2017年 | 首要超級賽 | 超級賽 | 黃金大獎賽 | 大獎賽 | 國際挑戰賽 | 國際系列賽 | 未來系列賽 | 其他 |

| 2018-2026年 | 總決賽 | 超級1000賽 | 超級750賽 | 超級500賽 | 超級300賽 | 超級100賽 | 國際挑戰賽 | 國際系列賽 | 未來系列賽 | 其他 |